# Vittjärnarna (Styrnäs socken, Ångermanland, 699646-160533)
Vittjärnarna är en sjö i Kramfors kommun i Ångermanland och ingår i Ångermanälvens huvudavrinningsområde. Sjön har en area på 0,0452 kvadratkilometer och ligger 146,4 meter över havet.

## Delavrinningsområde
Vittjärnarna ingår i det delavrinningsområde (699545-160574) som SMHI kallar för Mynnar i Dämstasjön. Medelhöjden är 223 meter över havet och ytan är 9,26 kvadratkilometer. Det finns ett avrinningsområde uppströms, och räknas det in blir den ackumulerade arean 12,15 kvadratkilometer. Sjögarån som avvattnar avrinningsområdet har biflödesordning 3, vilket innebär att vattnet flödar genom totalt 3 vattendrag innan det når havet efter 8,1 kilometer. Avrinningsområdet består mestadels av skog (93 procent). Avrinningsområdet har 0,25 kvadratkilometer vattenytor vilket ger det en sjöprocent på 2,7 procent.